# Condado de Barber
El condado de Barber (código de condado BA) es uno de los 105 condados del estado de Kansas, en Estados Unidos. La sede del condado es Medicine Lodge y su mayor ciudad es Medicine Lodge. El condado posee un área de 2.943 km² (de los cuales 5 km² están cubiertos de agua), una población de 4228 habitantes. Este condado fue fundado el 26 de febrero de 1867.